# Gmina Dals-Ed
Gmina Dals-Ed (szw. Dals-Eds kommun) – gmina w Szwecji, w regionie Västra Götaland, z siedzibą w Ed.
Pod względem zaludnienia Dals-Ed jest 278. gminą w Szwecji. Zamieszkuje ją 4941 osób, z czego 48,78% to kobiety (2410) i 51,22% to mężczyźni (2531). W gminie zameldowanych jest 430 cudzoziemców. Na każdy kilometr kwadratowy przypada 6,77 mieszkańca. Pod względem wielkości gmina zajmuje 135. miejsce.